# Catherine Fournier (femme politique française)
Pour les articles homonymes, voir Catherine Fournier et Fournier.
Catherine Fournier, née Hochart le 16 septembre 1955 à Boulogne-sur-Mer (Pas-de-Calais) et morte le 7 décembre 2021 à Fréthun, est une femme politique française.

## Biographie
Après un DUT de finances comptabilité obtenu à Lille, elle dirige sa propre entreprise dans le secteur du tourisme, dans sa ville de Frethun avant de rejoindre en 2004, une société d'export. 
En 1995, elle devient maire de la commune de Fréthun, sur le littoral calaisien. Elle succède à son père, René Hochart. Son mandat est marqué par son combat en faveur d'une gare internationale, Calais-Fréthun, point d'entrée du Tunnel sous la manche. Elle est ensuite vice-présidente de la communauté de communes du sud-ouest du Calaisis.
Le 24 septembre 2017, elle est élue sénatrice du Pas-de-Calais,,,,,,. En 2017, Guy Heddebaux lui succède à la tête de la municipalité,,.
Elle est élue conseillère régionale des Hauts-de-France, en 2016. 
Sénatrice centriste et présidente de la commission spéciale sur la loi Pacte, elle invite le 9 avril 2019 une délégation de Gilets jaunes — dont Éric Drouet, qui pourtant refuse de se considérer comme un leader ou porte-parole du mouvement des Gilets jaunes — à la rencontrer au Sénat pour parler de la privatisation envisagée des Aéroports de Paris, de la Française des Jeux et de certains barrages hydro-électriques. La réunion est toutefois annulée à cause des risques de troubles à l'ordre public.
Elle fait sa dernière apparition publique le 15 novembre 2021 pour l'inauguration d'une résidence qui porte son nom, à Frethun, et décède d'un cancer le 7 décembre 2021. Le président de la République, Emmanuel Macron, « salue un parcours politique exemplaire et adresse à son époux, ses deux enfants, ses amis, ses collègues, aux habitants des Hauts-de-France et de Fréthun en particulier, ses condoléances attristées ». 